# Добротин, Сергей Святославович
Серге́й Святосла́вович Добро́тин  (24 мая 1932, Горький, СССР) — советский и российский кардиохирург.

## Биография
Добротин Сергей Святославович родился 24 мая 1932 г. в г. Горьком СССР в семье врачей. В 1950 г. после окончания школы поступил на лечебный факультет Горьковского медицинского института, который с отличием закончил в 1956 г. В течение двух лет работал врачом-хирургом сначала в городской больнице г. Бор Горьковской обл., затем в больнице № 30 г. Горького. В сентябре 1958 г. по конкурсу поступил в аспирантуру при кафедре госпитальной хирургии Горьковского медицинского института, руководимого академиком РАМН Б. А. Королёвым. Аспирантуру окончил в 1961 г., защитив диссертацию на тему «Выключение сердца из кровообращения в условиях умеренной гипотермии в эксперименте». Работа стала одним из первых научных трудов в стране, посвященных методу операции на «сухом» сердце при ряде врождённых пороков сердца.
В 1962—1963 гг. находился в служебной командировке в Непале, где заведовал хирургическим отделением, выполняя сложные операции при желчнокаменной болезни, гигантских зобах, слоновости мошонки и других заболеваниях.
Вернувшись в СССР, с 1964 г. стал заниматься проблемами хирургического лечения приобретенных пороков сердца на базе клинической больницы № 5, самостоятельно выполнил более 2000 операций митральных комиссуротомий по поводу митрального стеноза и его рецидива с личной госпитальной летальностью в 2 %. Принимал активное участие в совершенствовании операций, профилактике и лечении послеоперационных осложнений.
С 1970 г. С. С. Добротин начал разрабатывать проблему хирургического лечения приобретенных пороков сердца в условиях искусственного кровообращения. Впервые в г. Горьком выполнил реконструктивные, клапаносохраняющие операции на клапанах сердца, протезирование сердечных клапанов при остром инфекционном эндокардите. В 1984 г. в Москве защитил докторскую диссертацию на тему «Хирургическое лечение изолированного порока митрального клапана в условиях искусственного кровообращения». В 1990 г. С. С. Добротину присуждено ученое звание профессора.

## Научный вклад
Занимаясь кардиохирургией более 50 лет, С. С. Добротин лично выполнил более 3,5 тысяч операций на сердце, в том числе более 1,5 тысяч в условиях искусственного кровообращения. С. С. Добротин впервые в Нижнем Новгороде сделал успешную операцию аортокоронарного шунтирования.
В течение двух лет был научным руководителем отделения хирургии приобретенных пороков сердца в областном кардиохирургическом центре, с 1989 г. по 1997 г. был заместителем главного врача по хирургии.
С. С. Добротин впервые в России начал выполнять протезирование клапана сердца новыми современными двустворчатыми протезами «МедИнж». Автор более 200 научных трудов. Под его руководством защищены 2 докторские и 5 кандидатских диссертаций.
За весомый вклад в разработку методов операций на открытом сердце в 2005 г. включен в энциклопедию «Лучшие люди России».

## Премии
- Премия Нижнего Новгорода (1995 г.) за развитие и организацию кардиохирургии
- Премия им. А. Н. Бакулева (2015 г.)[3]